# Charlotte Catherine de La Trémoïlle

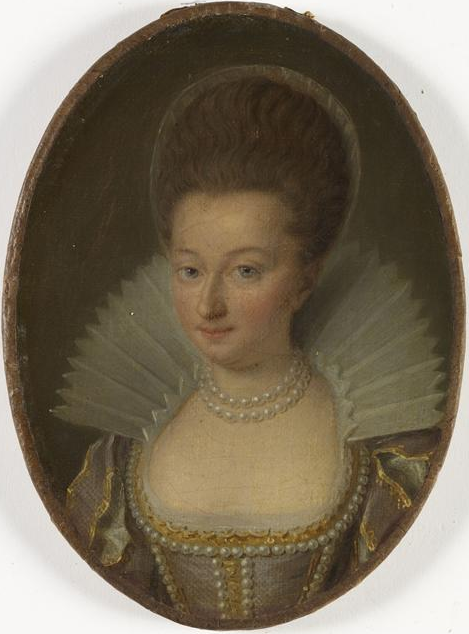
Charlotte Catherine de La Tremoille

Charlotte Catherine de La Trémoïlle (1568 – 29 august 1629) a fost o nobilă franceză și, prin căsătorie, Prințesă de Condé. Prin naștere ea a apaținut Casei de La Trémoïlle.

## Biografie
Cea mai mică din cei cinci copii ai lui Louis al II-lea de La Trémoïlle și ai Jeanne de Montmorency, Ducele și Ducesa de Thouars, membrii a două dintre cele mai vechi și puternice familii; La Trémoïlles dețineau rangul de prinț străin la curtea franceză. Tatăl ei a fost loial Casei de Valois. Bunicul matern, Anne de Montmorency, a fost luat captiv împreună cu regele Francisc I în Bătălia de la Pavia, în februarie 1525.
S-a căsătorit la 16 martie 1586 la castelul Taillebourg, după ce s-a convertit de la romano catolicism la protestantism. Soțul ei, Henri, Prinț de Condé, era fiul Prințului de Condé Ludovic I și a primei lui soții, Eléanor de Roucy de Roye, și unul dintre cei mai importanți oameni din regat, fiind liderul militar huguenot și, după ce vărul său a obținut tronul Franței sub numele de Henric al IV-lea, a devenit moștenitor prezumptiv și primul prinț de sânge. Cuplul și-a stabilit reședința la casa lui Condé, la Saint-Jean-d'Angély, în sudul Franței.
Ca zestre Charlotte Catherine a adus numeroase proprietăți în familia Bourbon care au ajutat la rezolvarea datoriilor familiei soțului ei.
La un an și șase săptămâni după nuntă, Charlotte Catherine a născut o fiică, Éléonore de Bourbon-Condé (1587-1619), care va deveni Prințesă de Orania în 1606 după căsătoria cu fiul cel mare al lui Wilhelm Taciturnul.
După ce a fost rănit în Bătălia de la Coutras în septembrie 1587, soțul Charlotte Catherine se recupera la Saint-Jean-d'Angély când a murit subit la 3 martie 1588. O autopsie a indicat că ar fi fost otrăvit și, Charlotte Catherine însărcinată în trei luni a fost arestată pentru crimă. În turnul castelului de la Saint-Jean-d'Angély ea a născut un fiu, Henri de Bourbon. Condamnată la moarte, ea a apelat la Parlementul din Paris, însă a rămas în închisoare sub supraveghere atentă.
În 1692 regele Henric al IV-lea, care încă nu avea copii, a ales să-l recunoască pe fiul ei ca legitim, moștenitor prezumptiv și ca naș al copilului a aranjat să fie botezat în rit huguenot dar apoi l-a trimis repede la mănăstirea Saint-Germain-en-Laye pentru a fi crescut în rit catolic, în ciuda calvinismului Casei de Condé. Tânărul Henri a rămas moștenitor prezumtiv până la nașterea fiului regelui, viitorul Ludovic al XIII-lea, în 1601.
După șase ani de arest Charlotte Catherine a fost eliberată și, în august 1595, reabilitată de Parlament. În 1596 ea s-a lepădat de calvinism, devenind din nou catolică, și i s-a permis să se instaleze la Paris.